# Curva de sólidos

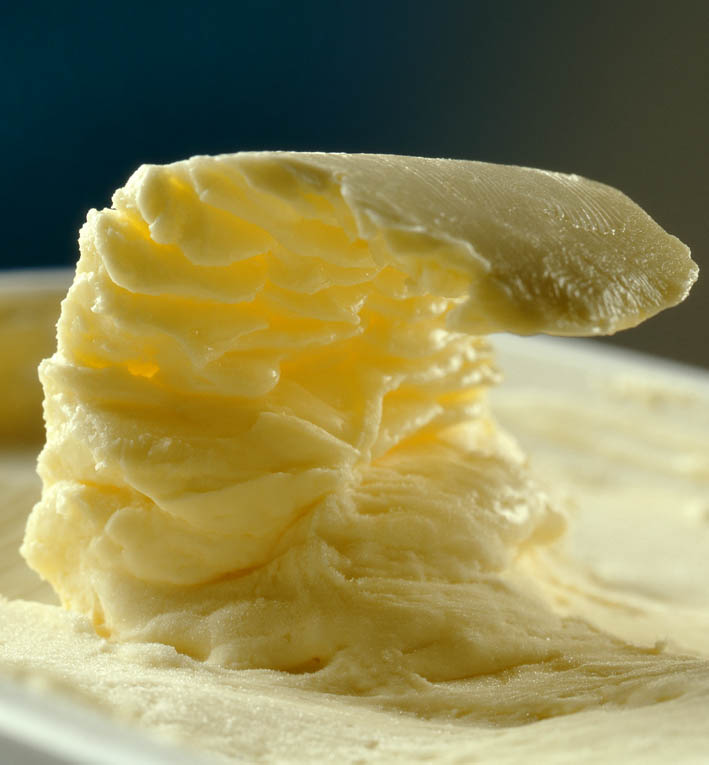
Las margarinas y mantecas funden de manera diferente según su composición, esto se determina con una medición de la curva de sólidos.

En la industria de las grasas, se denomina curva de sólidos a la representación del porcentaje de componentes sólidos en una grasa frente a la variación de la temperatura. La curva de sólidos define la fusibilidad de este tipo de preparaciones comestibles en diferentes situaciones y es un dato valioso para los ingenieros de desarrollo de alimentos.
Las grasas, al ser una mezcla de diferentes triglicéridos, no funden a una temperatura fija, sino que lo van haciendo a lo largo de un intervalo de temperaturas, a medida que van fundiendo sus componentes individuales. De esta forma, el comportamiento de una grasa ante la fusión no está definido completamente por su punto de fusión final (momento en que todos los componentes son líquidos), por lo que es necesario un gráfico en el que se representa el porcentaje de grasa sólida frente a la temperatura. 
Para la confección de esa curva, usualmente se mide, por la expansión al fundirse, dilatometría o resonancia magnética, el porcentaje de sólidos a 10, 15, 20, 25, 30, 35 y 40 °C de temperatura. Curvas simplificadas utilizan tan solo tres de estas temperaturas. Propiedades como la viscosidad de una grasa pueden observarse directamente en estos gráficos, a través de su pendiente.
La información representada en la curva de sólidos permite conocer el grado de fusiblidad de una manteca, mantequilla o margarina y su comportamiento en el refrigerador, a temperatura ambiente y en el paladar. Diferentes aplicaciones de un producto (repostería, confitería...) requieren distintas curvas de sólidos. 